# Энгельбергер, Джозеф
Джо́зеф Э́нгельбергер (англ. Joseph Frederick Engelberger; 26 июля 1925, Нью-Йорк — 1 декабря 2015, Ньютаун, Коннектикут) — американский инженер, изобретатель, предприниматель и публицист, известный в профессиональной среде под титулом «отца робототехники» (Father of Robotics).

## Биография
Получил инженерное образование в Колумбийском университете (1946, 1949), в 1949—1956 работал на фирму из Коннектикута Manning Maxwell & Moore, производившую авиационные приборы, стал её главным инженером по авиации. В 1957 основал собственное приборостроительное производство Consolidated Controls, оставаясь консультантом Manning Maxwell & Moore. В этот период Энгельбергер запатентовал четыре изобретения в области авиационной автоматики.

## Промышленные роботы
В 1961 к Manning Maxwell & Moore обратился опытный изобретатель-самоучка Джордж Дево́л — автор идеи робота-манипулятора и владелец первого патента США на робот—манипулятор (Патент США 2988237, 1961, c приоритетом от 1954). Энгельбергер и Девол стали деловыми партнёрами и в 1962 году основали Unimation — первую фирму-производитель промышленных роботов. Авторство идеи и сам торговый знак фирмы бесспорно остались за Деволом. Энгельбергер управлял бизнесом, привлекал финансирование, пропагандировал робототехнику среди потенциальных заказчиков и в академической среде, выработал и популяризовал собственное видение «роботизированного будущего». В 1966 он впервые вышел за пределы делового и академического сообщества, выступив в телепередачах «вместе» с роботами Unimation. Именно публичная деятельность сделала Энгельбергера, а не Девола, «отцом робототехники».
После ряда опытных образцов, Unimation выпустила первую стандартизованную серию промышленных роботов в 1965, при этом большинство произведенных машин отправились не на заводы США, а в Европу (по утверждению Девола, FIAT купил больше роботов, чем все американские заказчики). Unimation впервые вышла на прибыль в 1975 году; в 1982 основатели продали компанию корпорации Westinghouse.
В 1977 Энгельбергер стал соучредителем Ассоциации промышленной робототехники (RIA); его именем называется ежегодная премия за достижения в этой отрасли.

## Сервисные роботы
В середине 1970-х годов научные интересы Энгельбергера и Девола разошлись. Девол занялся прикладными разработками в области датчиков и (ранних) систем машинного зрения, магнитострикционных микророботов. Энгельбергер постепенно вышел из промышленной робототехники — в робототехнику сервисную. Его концепция опиралась на предположение о том, что вслед за ростом реальных заработных плат квалифицированных рабочих в развитых странах неминуем рост заработных плат и в сервисных отраслях, следовательно, и в области услуг неминуема замена человека — машиной.
Своё видение Энгельбергер изложил в книгах Robotics in Practice (Практическая робототехника, 1980) и Robotics in Service (Робототехника в сфере услуг, 1989). В последней Энгельбергер выделил список из 15 потенциальных применений сервисных роботов, в которых он предвидел спрос на робототехнические решения, а сами решения, по его мнению, могли бы быть доведены до серийного выпуска за одно десятилетие. При этом критерий эффективности робота, по Энгельбергеру, был простым — арендные платежи пользователя — производителю должны были быть меньше, чем расходы на оплату труда замещаемых работников.
В период между выпуском этих двух книг новая фирма Энгельбергера, созданная с участием японского капитала, Transition Research Corporation, подготовила к серийному выпуску сервисный робот Helpmatе для применения в больницах. К 1997 более сотни больниц США использовали роботы TRC Helpmate. За первое десятилетие разработки на платформе Helpmate были испытаны и отлажены различные технологии машинного зрения и ориентации в пространстве (ультразвуковая локация, лидары, системы распознавания образов).
C 1992 Энгельбергер входил в совет директоров Electro Energy, Inc. — разработчика источников питания для военно-космических приложений.

## Награды
- Медаль Эглестона (1984)
- Премия Японии (1997)[15].